# Menhir de Kerloc'h
Ne doit pas être confondu avec Menhir de Kerdalaë-Lesconil.
Le menhir de Kerloc'h est un menhir situé à Plouguiel dans le département français des Côtes-d'Armor.

## Description
Le menhir étant demeuré longtemps renversé au bord d'un talus, ses dimensions sont parfaitement connues : il mesure 7,40 m de longueur pour une largeur comprise entre 1,35 m et 1,50 m selon les faces. Il est en granite de Perros. L'une des faces est très abîmée et fissurée. Il semble pourrait avoir fait l'objet d'une tentative de débitage.